# René Alexandre
René Alexandre (Reims, 22 dicembre 1885 – Vitré, 19 agosto 1946) è stato un attore francese.

## Filmografia parziale
- Benvenuto Cellini, regia di Albert Capellani e Camille de Morlhon (1908)
- On ne badine pas avec l'amour (1910)
- Le Mauvais hôte, regia di Louis Feuillade (1910)
- Grandeur d'âme, regia di Henri Andréani (1910)
- Paillasse, regia di Camille de Morlhon (1910)
- Fouquet, l'homme au masque de fer, regia di Camille de Morlhon (1910)
- David et Goliath, regia di Henri Andréani (1910)
- Latude ou Trente-cinq ans de captivité, regia di Gérard Bourgeois e Georges Fagot (1911)
- Nostra Signora di Parigi (Notre-Dame de Paris), regia di Albert Capellani (1911)
- André Chénier, regia di Étienne Arnaud e Louis Feuillade (1911)
- Radgrune, regia di Camille de Morlhon (1912)
- La morte dei figli di Re Eduardo (Les enfants d'Édouard), regia di Henri Andréani (1914)
- La Terre, regia di André Antoine (1921)
- Tu m'appartieni (Tu m'appartiens!), regia di Maurice Gleize (1929)
- Il delitto della villa (La tête d'un homme), regia di Julien Duvivier (1933)
- Melodie celesti (Les musiciens du ciel), regia di Georges Lacombe (1940)
- Transatlantico (Paris New-York), rega di Yves Mirande (1940)